# Ernst von Houwald

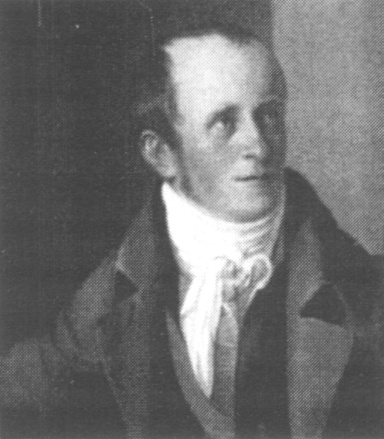
Retrato del barón von Houwald

El barón Ernst Christoph von Houwald (Straupitz, 29 de noviembre de 1778- Lübben, 28 de enero de 1845) fue un poeta y dramaturgo romántico alemán.

## Biographie

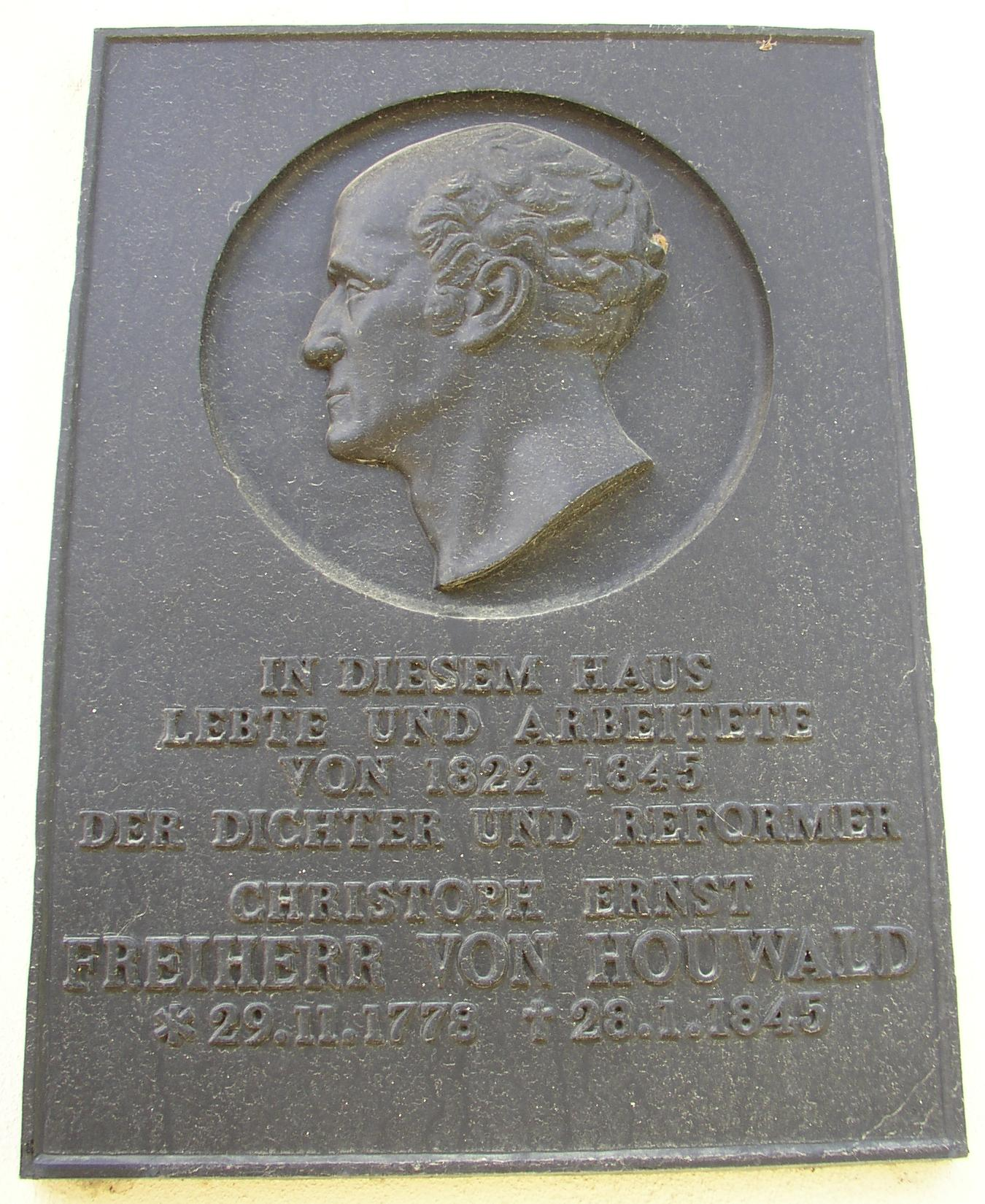
Placa conmemorativa

Ernst von Houwald pertenecía a la nobleza brandeburguesa y su padre era presidente de la corte. Estudió derecho en la Universidad de Halle y gestionó los dominios familiares a partir de 1802. Se casó con la baronesa Auguste-Eleonore von Haberkorn (1789-1875), y acogió en 1816 a su amigo Karl Wilhelm Salice-Contessa (1777-1825), hermano de Christian Jakob Salice-Contessa, que tenía problemas financieros. 

## Obra
- Romantische Akkorde (1817)
- Buch für Kinder gebildeter Stande (1819-1824)
- Das Bild(1821)
- Der Leuchtturm (1821)
- Die Heimkehr (1821)
- Flucht un Segen (1821)
- Jakob Thau, der Hofnarr (1821)
- Die Feinde (1825)
- Bilder für die Jugend, Erzählungen (1829)
- Die Seeräuber (1830).